# Epilobium tetragonum
Espèce
Epilobium tetragonum, l’Épilobe à quatre angles, Épilobe à tiges carrées ou Épilobe à tiges quadrangulaires, est une espèce de plantes à fleurs de la famille des Onagraceae. On la trouve en Europe, Asie et Afrique.

## Liste des taxons de rang inférieur
Liste des sous-espèces et variétés selon GBIF (30 avril 2021) :
- Epilobium tetragonum subsp. nothosemiadnatum (Borbás) B.Bock
- Epilobium tetragonum subsp. tetragonum
- Epilobium tetragonum var. billardiereanum (DC.) H.Lev., 1894
- Epilobium tetragonum var. tetragonum

## Systématique
Le nom scientifique complet (avec auteur) de ce taxon est Epilobium tetragonum L..
Epilobium tetragonum a pour synonymes :
- Chamaenerion ramosissimum Moench
- Chamaenerion tetragonum (L.) Moench, 1794
- Chamaenerion tetragonum (L.) Scop.
- Epilobium adnatum Griseb.
- Epilobium adnatum rodriguezii ezii Sennen
- Epilobium decurrens Hort.Hal.
- Epilobium decurrens Hort.Hal. ex Rchb.
- Epilobium decurrens Spreng., 1812
- Epilobium dregeanum E.Mey.
- Epilobium dregeanum E.Mey. ex Hausskn.
- Epilobium dubium Curtis
- Epilobium dubium Curtis ex With.
- Epilobium freynii Celak.
- Epilobium glabellum tetragonum onum (L.) Maiden & Betche
- Epilobium heterophyllum Nutt.
- Epilobium heterophyllum Nutt. ex Hausskn.
- Epilobium micranthum Pall.
- Epilobium micranthum Pall. ex Hausskn.
- Epilobium mixtum Simonk.
- Epilobium novum Winterl